# Henry Padovani
Henry Padovani (13 de octubre de 1952, Bastia, Córcega) es un músico francés célebre por ser el primer guitarrista de la banda inglesa The Police. En 1977 fue sustituido por Andy Summers.
Padovani creció entre Argelia y Córcega. Se trasladó a Londres en 1976 y comenzó a frecuentar el por entonces emergente movimiento punk. Durante una visita a Roxy Club se encontró con Stewart Copeland que le invitó a unirse a la banda The Police. Con Padovani como guitarrista, The Police grabó su primer sencillo, "Fall Out" y "Nothing Achieving" en 1977. En estas canciones, sin embargo, la guitarra líder fue grabada por Copeland, mientras que Padovani solo grabó los solos.
Sting no estaba conforme con las habilidades técnicas de Padovani, lo que abrió las puertas a Andy Summers, a quien habían conocido poco antes tras una pequeña gira como teloneros de Mike Howlett. Durante un corto período, entre julio y agosto de 1977, The Police actuó en vivo como cuarteto con Padovani y Summers compartiendo las labores de guitarrista. Después de una desastrosa sesión de grabación en un estudio, con John Cale como productor, le pidieron a Padovani que abandonara el grupo.
Desde entonces ha grabado y actuado como músico por méritos propios. Después de su breve estancia en The Police, se unió a la banda Wayne County & the Elechtric Chairs. En 1980 formó su propia banda instrumental de guitarras junto a Paul Slack y Chris Musto "The Flying Padovanis" () lanzando el sencillo Western Pasta (1981). The Flying Padovanis grabaron dos álbumes, "Font L'Enfer" y "They Call Them Crazy" antes de disolverse a finales de 1987. Unos años después participó en un homenaje a Johnny Thunders versionando "Cosa Nostra".
En 1984, Miles Copeland, mánager de The Police y hermano mayor de Stewart Copeland, nombró a Henry vicepresidente de IRS Records, cargo que desempeñó hasta 1994. Tras esto se encargó de representar al cantante italiano Zucchero durante 5 años.
Después de una etapa sabática que duró cinco años, Henry decidió volver a tocar. En 2006 grabó un disco en solitario producido por Yves Aouizerate, "À croire que c'était pour la vie" cantado en francés y que incluía la canción "Welcome Home" en la que participaban Stewart Copeland y Sting. Era la primera vez que la formación original grababan juntos desde "Fall Out". Manu Katché, Steve Hunter, Glen Matlock y Chris Musto aparecen también en el disco.
Escribió también las bandas sonoras de películas como 'La vie comme elle va' (Cómo va la vida) and 'Ici Najac à vous la terre' (Aquí la tierra Najac)(Festival de cine de Cannes 2006 selección oficial, Nominación DGA 2007, Nominación Cesars 2007.)
Así mismo Henry publicó un libro en abril de 2006, "Secret Police Man" (El Policía secreto) en el que narra multitud de anécdotas del habitual estilo de vida londinense de finales de los 70 ("sexo, drogas y rock'n' roll") y las primeras etapas con The Police.
The Flying Padovanis se reunieron de nuevo en 2007 para lanzar un nuevo álbum "Three for Trouble" y hacer una gira (incluyendo el Fuji rock festival en Japón).
Henry Padovani sigue apareciendo con frecuencia en el escenario junto a su amigo Rachid Taha.
Durante la gira "2007 The Police Reunion Tour" Padovani se unió al grupo durante los bises finales en el concierto del 29 de septiembre en París. Tocaron como cuarteto la canción "Next to you" del primer álbum de la banda "Outlandos D'Amour".

## Discografía
- Font L'Enfer - 1982 (con The Flying Padovanis)
- They Call Them Crazy - 1987 (con The Flying Padovanis)
- À croire que c'était pour la vie - 2007
- Three for Trouble - 2007 (con The Flying Padovanis)
- I Love Today - 2016

- Datos: Q723047
- Multimedia: Henry Padovani / Q723047